# ベヴェル
ベヴェル（BEVEL）は、日本たばこ産業から製造・販売されている日本のたばこの銘柄の一つ。

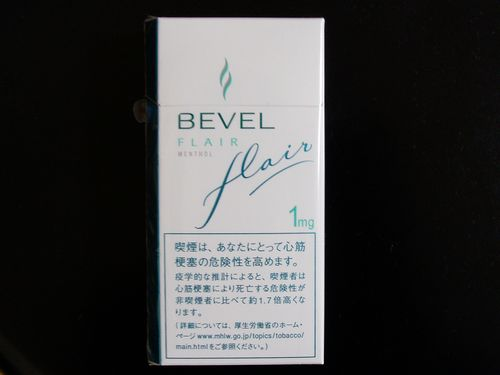
BEVEL FLAIR MENTHOL

## 概要
- 元々はキャスターブランドの「キャスター・ベヴェル」として発売された。
- 1995年9月にベヴェルブランドとして独立、名称が「ベヴェル・ライト」となる（製品一覧は、キャスター・ベヴェルとしての発売年月日で表記している）。
- 2017年3月にピアニッシモブランドに統合され、名称が「ピアニッシモ・ベヴェル・6」となる[1]。
- 「ベヴェル」とは、英語で「斜角」という意味で、日本唯一の五角形のパッケージや柔らかな口当たりなどを表している。
- ライトはフルーティーバニラの、フレアーはフルーティーミントのフレーバーが使われている。